# Vedlejší věta
Vedlejší věta je věta v souvětí, která je závislá na jiné řídící větě.
Podobně jako větné členy vytvářejí skladební dvojice, v nichž jeden člen je řídící a druhý závislý, tak i vedlejší věty jsou závislé na větě hlavní nebo jiné větě vedlejší. Vedlejší větu poznáme podle toho, že nemůže stát samostatně bez své řídící věty.

## Druhy vedlejších vět
Vedlejší věta nahrazuje některý z větných členů a podle toho rozlišujeme vedlejší věty:
- podmětné: Kdo vydrží, bude obdarován.
- přísudkové, též sponové (nahrazují jmennou část přísudku jmenného se sponou): Nejsem ten, za koho mě máte.
- předmětné, Vážou se na sloveso a ptáme se na ně pádovými otázkami kromě 1. a 5. pádu: Odpověděl, že mu na tom nezáleží.
- přívlastkové: Srazil se s mužem, který kouřil dýmku.
- příslovečné, např.
  - příslovečné místní: Kde nic není, ani smrt nebere.
  - příslovečné časové: Až to budeš natírat příště, musíš to vzít zelenou. 
  - příslovečné způsobové: Proroctví se naplnilo, jak bylo předpovězeno.
  - příslovečné podmínky: Když pomyješ a uklidíš, uvařím něco dobrého.
  - příslovečné přípustky: I přestože je tady zákaz vstupu, někdo tam šel.
  - příslovečné účelová: Aby neměl hlad, snědl všechny buchty.
  - měrová: Bylo tam takové horko, až jsme se potili.
  - příčinná: Nemohl jít do školy, protože byl nemocný.
- doplňkové: Našel ho, jak leží na zemi.

## Vztahy vedlejších vět k ostatním větám
Vedlejší věta je v souvětí závislá na jiné větě, zároveň však může být rozvíjena jinou vedlejší větou. Existují tak následující možnosti:
- vedlejší věta, závislá na hlavní větě: Tatínek řekl, že se dobře najedl.
- vedlejší věta, závislá na vedlejší větě: Tatínek řekl, že by rád věděl, co maminka uvaří zítra.
- vedlejší věta, souřadně spojená s jinou vedlejší větou: Radili nám, abychom se chovali tiše a neupozorňovali na sebe.  Mezi souřadně spojenými vedlejšími větami, může být - stejně jako mezi několikanásobnými větnými členy nebo mezi hlavními větami – různý vztah:
  - slučovací (kopulativní)
  - stupňovací (gradační)
  - odporovací (adverzativní)
  - vylučovací (disjunktivní)
  - příčinný (kauzální)
  - důsledkový (konkluzívní)

## Nepravé věty vedlejší
Jako nepravé věty vedlejší označujeme věty, které jsou formálně vedlejší, ale významově jsou souřadně spojené s větou hlavní a napojovací výraz je zde kvůli ozvláštnění větné konstrukce nebo z nedbalosti mluvčího – jejich spojovací výraz by bylo možno snadno nahradit souřadným spojením. Mohou být různých druhů, např.:
- přívlastkové: Ulicí jel cyklista, co vrazil do zaparkovaného auta.
- příslovečné účelové: Cesta stoupá, aby náhle klesla do údolí.
- příslovečné časové: Čeští hokejisté celý zápas nedokázali skórovat, když náhle vstřelili dvě branky.

## Polovětné vazby
Jako polovětné vazby se označují konstrukce, které jsou na přechodu mezi větou vedlejší a větným členem. V češtině jsou polovětné vazby vytvářeny nejčastěji za použití přechodníků: Holčička četla knihu (,) sedíc v křesle.